# 巴里巴盖乡
巴里巴盖乡，是中华人民共和国新疆维吾尔自治区阿勒泰地区阿勒泰市下辖的一个乡镇级行政单位。

## 历史沿革
巴里巴盖是蒙古语“矮壮的山”之意。当地因山而得名，以盛产哈密瓜而著称。1976年，从向阳公社析出成立阿勒泰县三牧场。1978年，更名巴里巴盖牧场。1984年，置乡。在市境中部，面积620平方千米，以哈萨克族、汉族居多，其中哈萨克族占绝对多数。当地盛产小麦、玉米、哈密瓜、苜蓿、牛羊。

## 行政区划
巴里巴盖乡下辖以下地区：
喀巴克克勒希村、巴里巴盖村、喀拉尕什村、萨尔喀仁村、巴鲁旺塔斯村和阔克尔图村。

## 生态
1955年，植物学家秦仁昌在巴里巴盖乡发现盐桦并命名。1984年，盐桦被列为国家二级珍稀濒危植物，载入《中国保护植物红皮书》。此后，阿勒泰地区没有发现新的野生盐桦种群，巴里巴盖乡盐桦也因发现地被辟为农场而毁灭。

## 文物
当地有阿克塔斯岩画。

## 图库

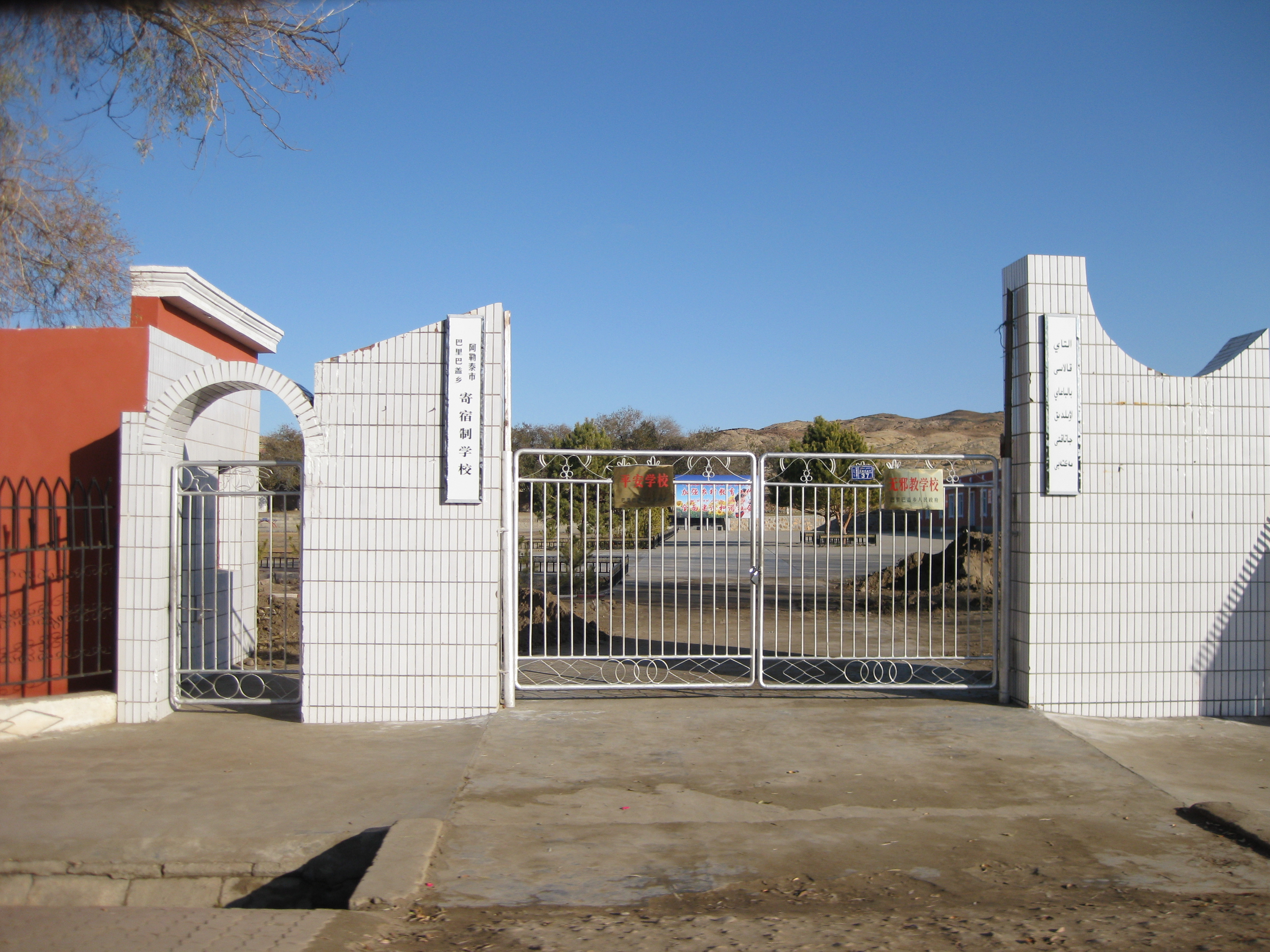
阿勒泰地区巴里巴盖乡学校
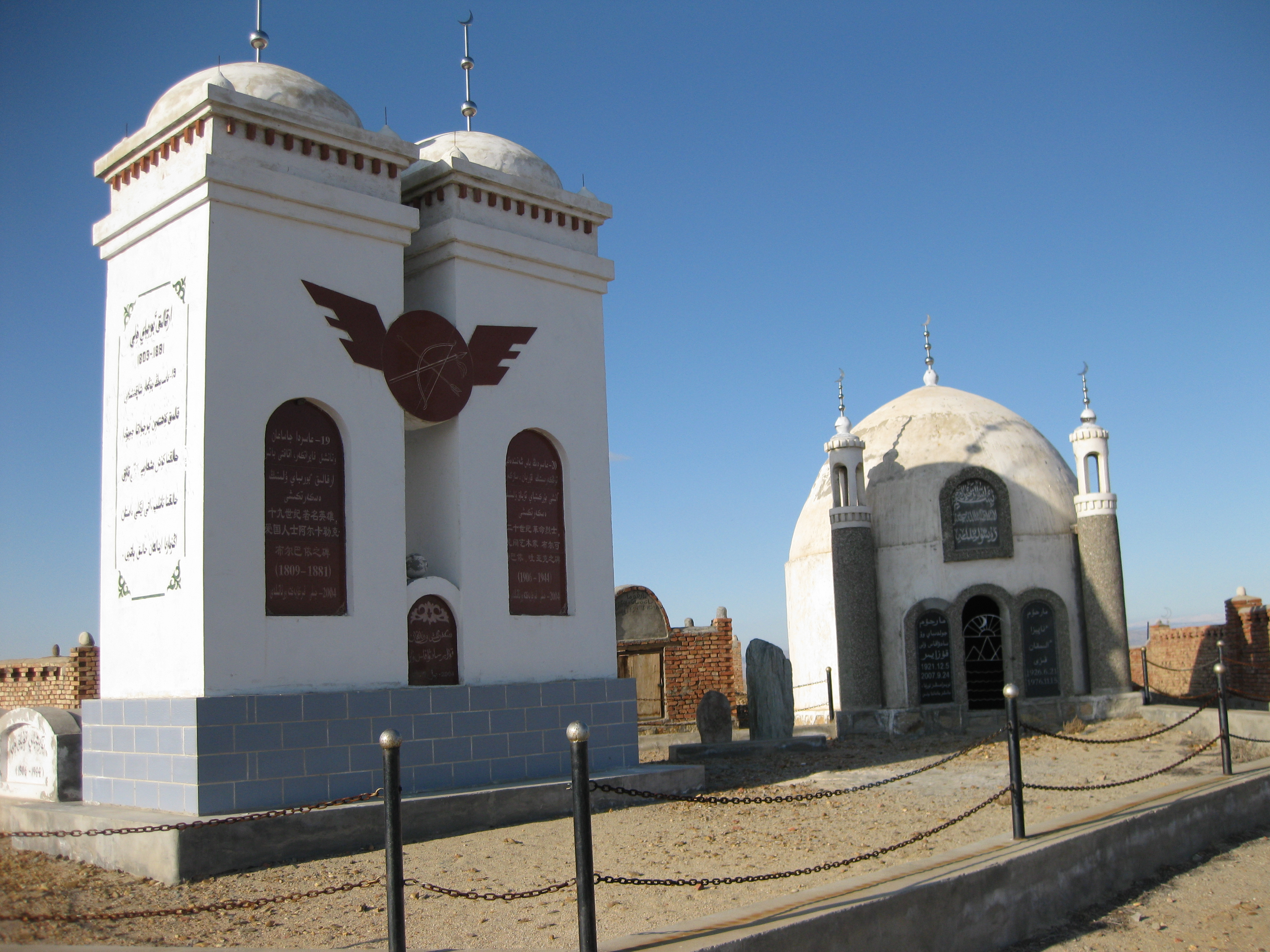
阿勒泰地区巴里巴盖乡哈萨克族英雄的纪念墓碑文
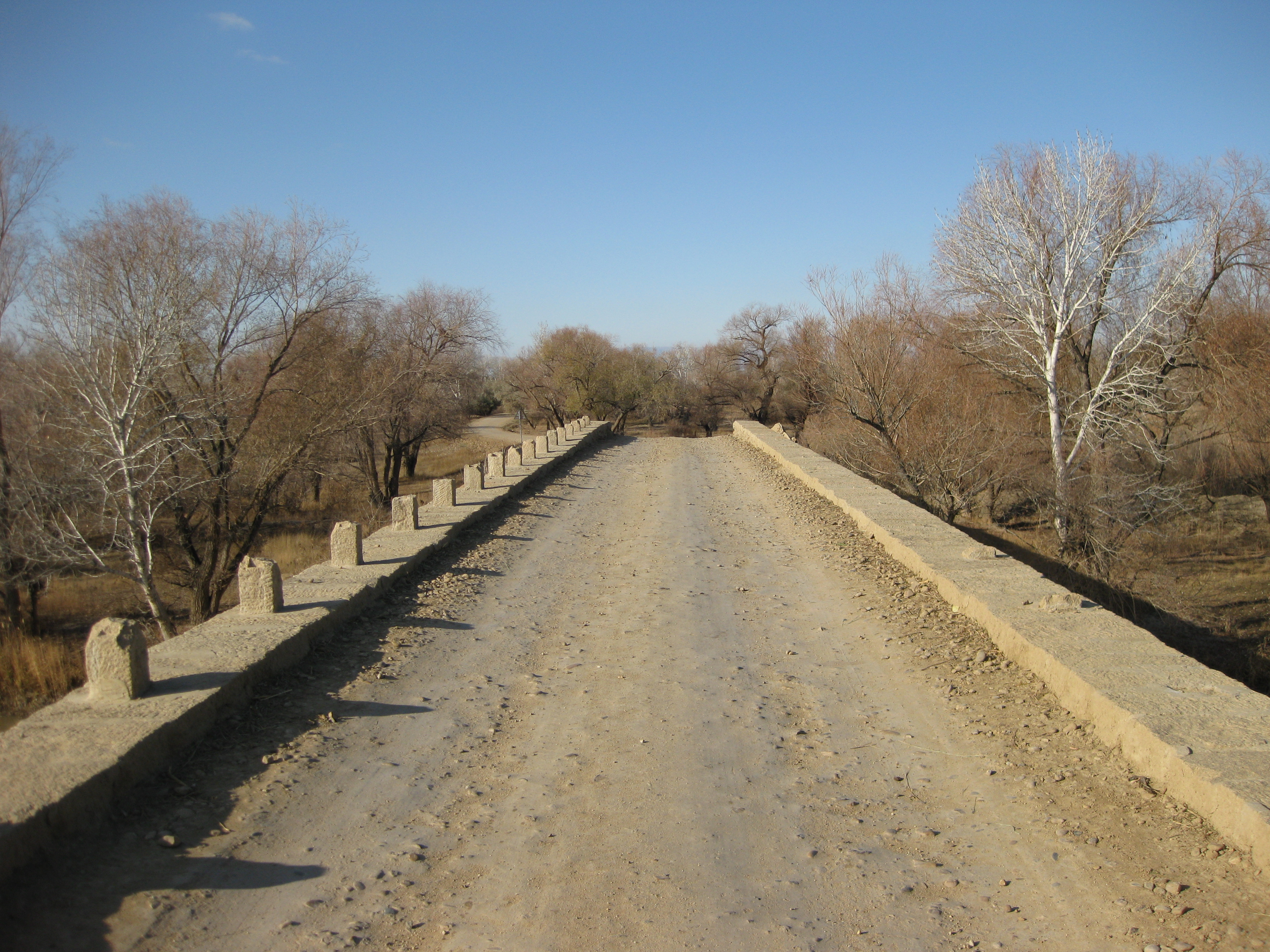
通往巴里巴盖乡的克兰河桥
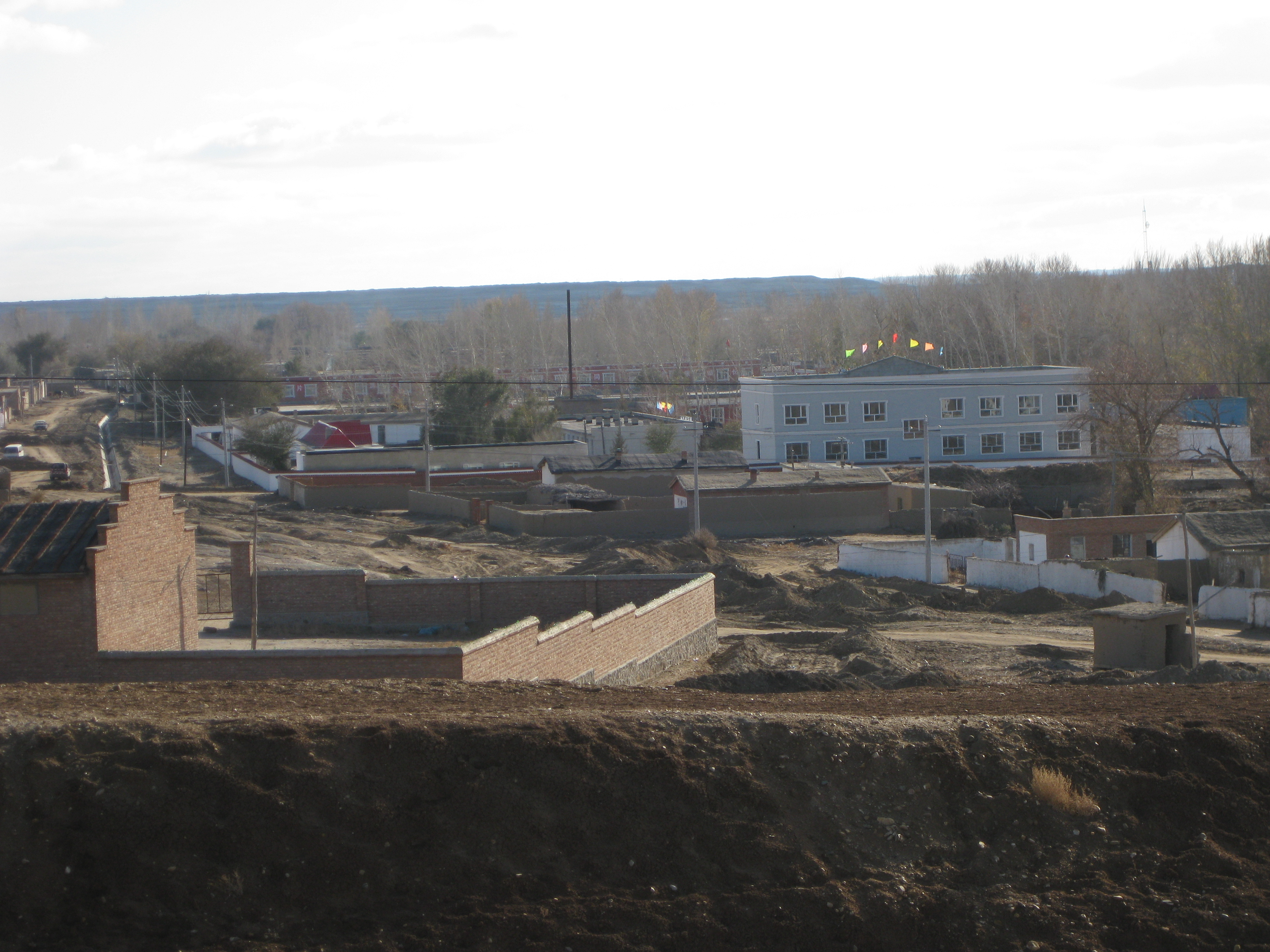
远眺阿勒泰地区巴里巴盖乡
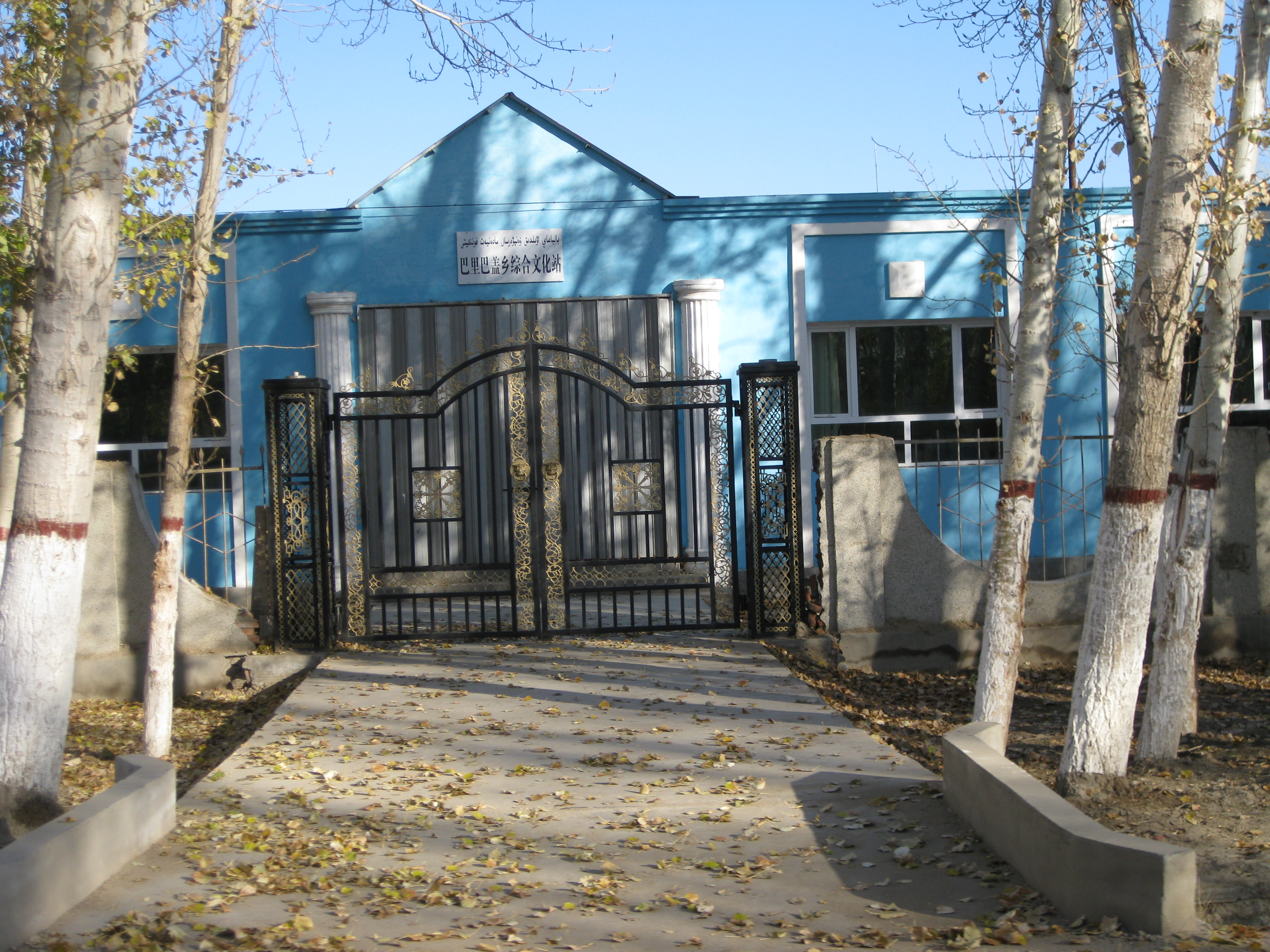
阿勒泰地区巴里巴盖乡综合文化站
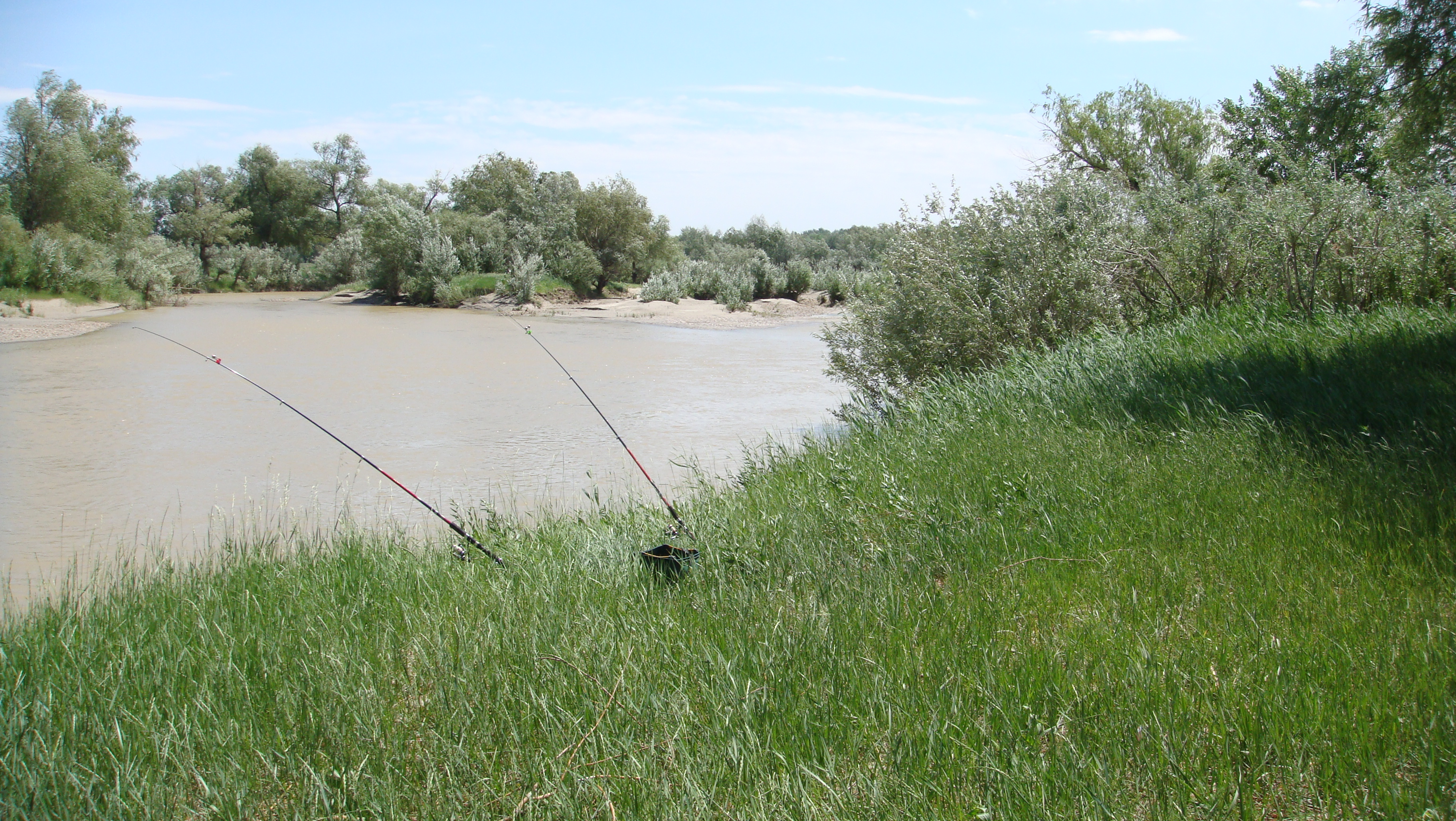
东庄钓鱼风景
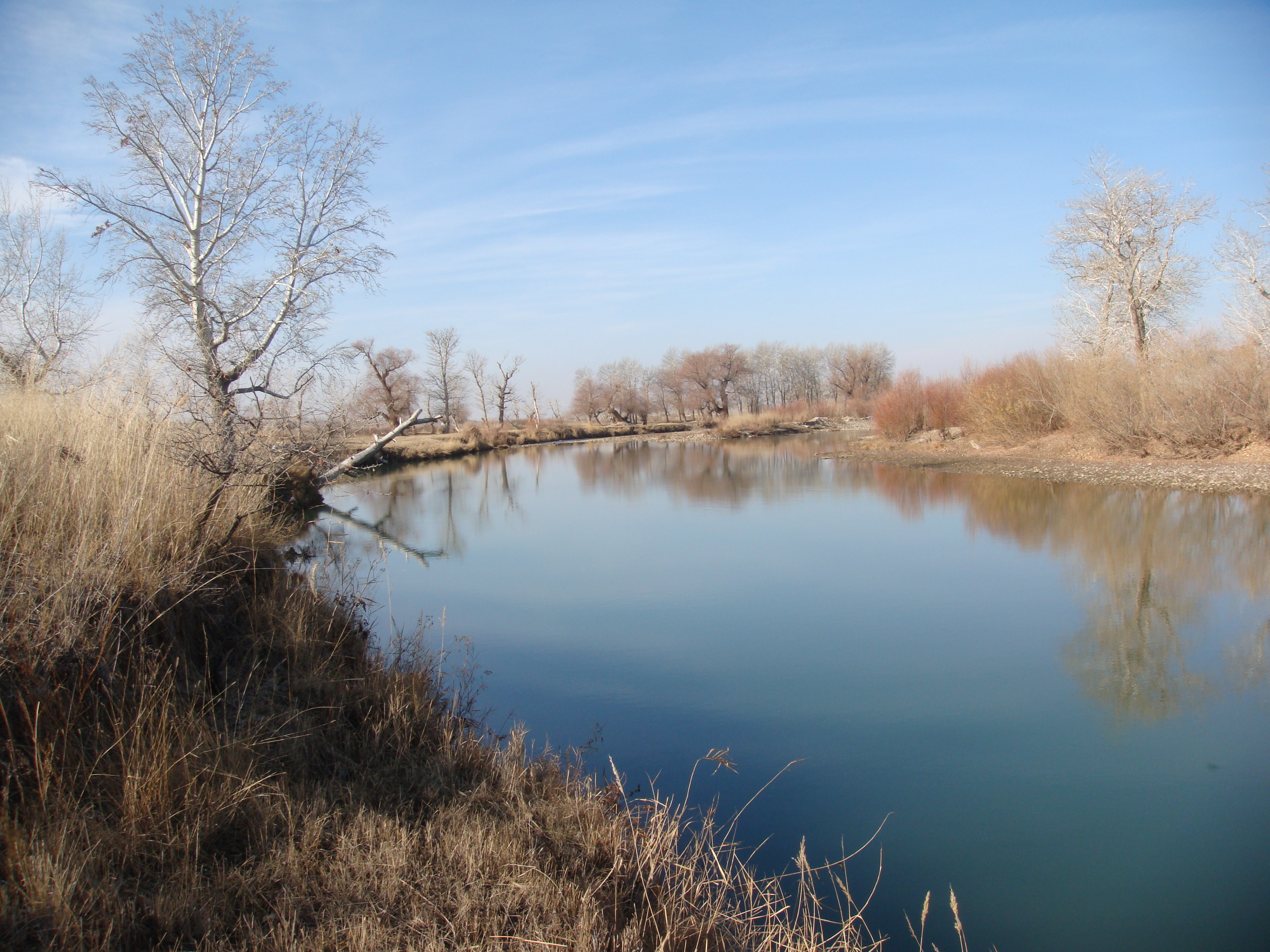
克兰河秋景
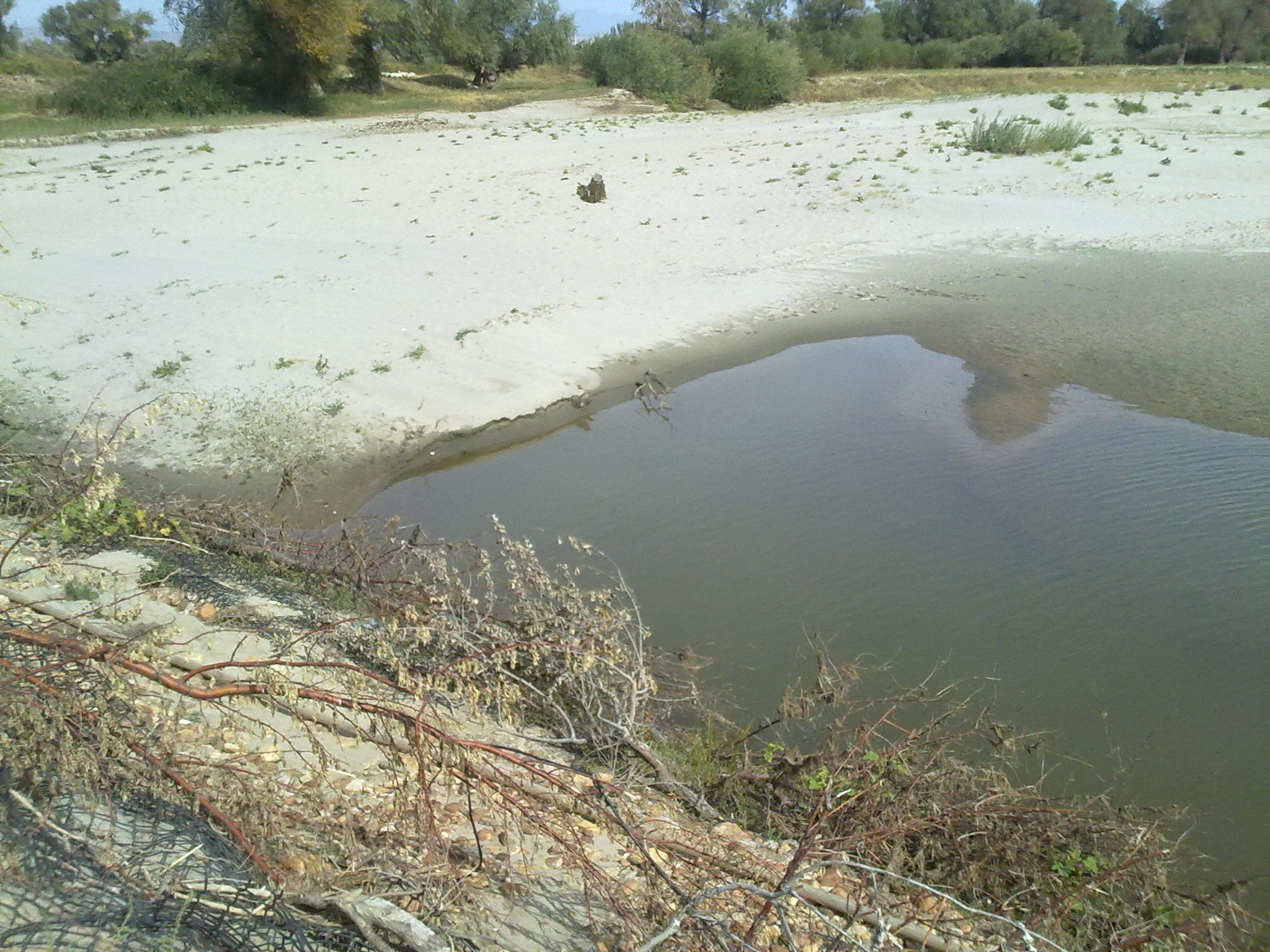
绿杨阴里白沙堤